# 如庵

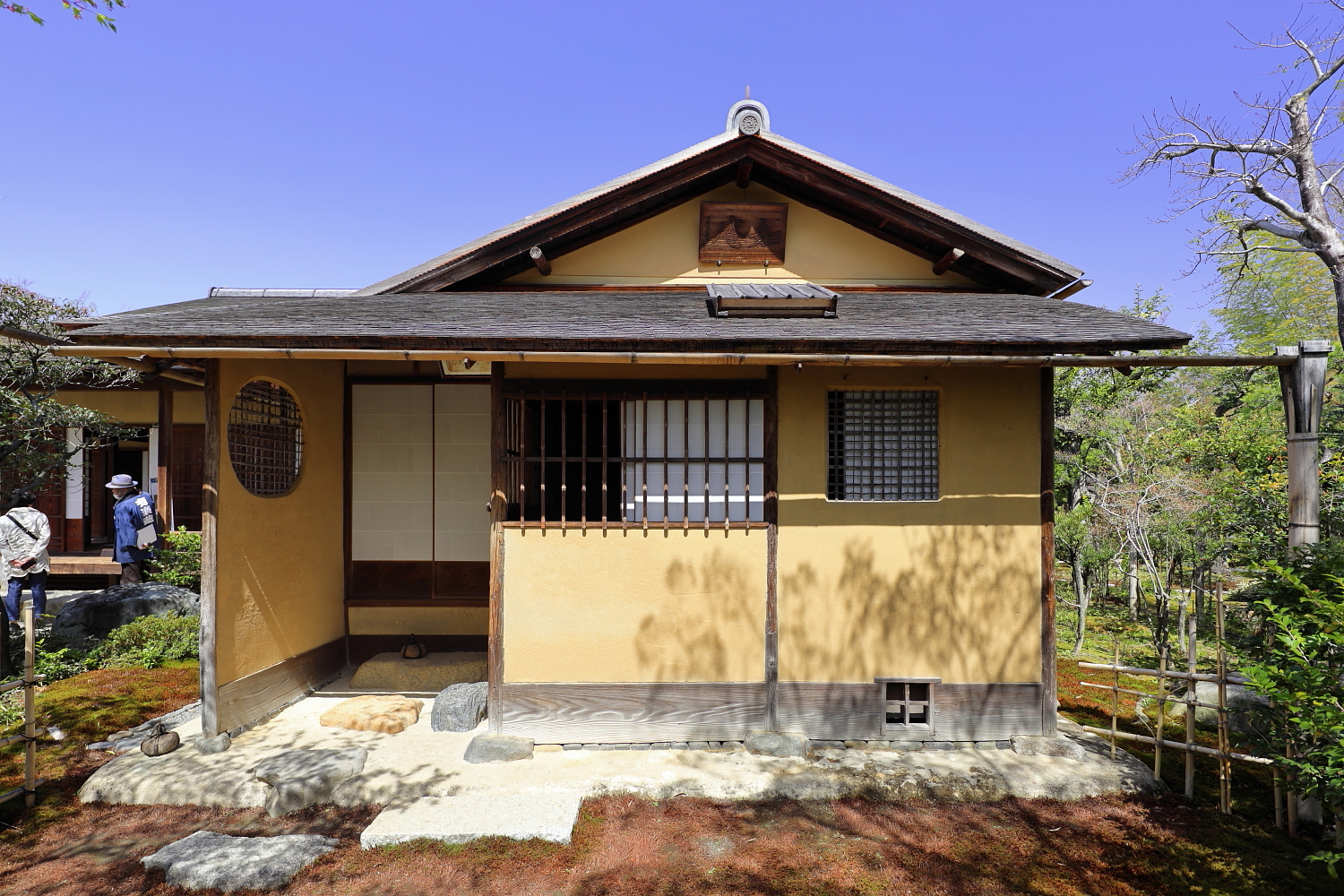
茶室如庵
（2023年（令和5年）3月）

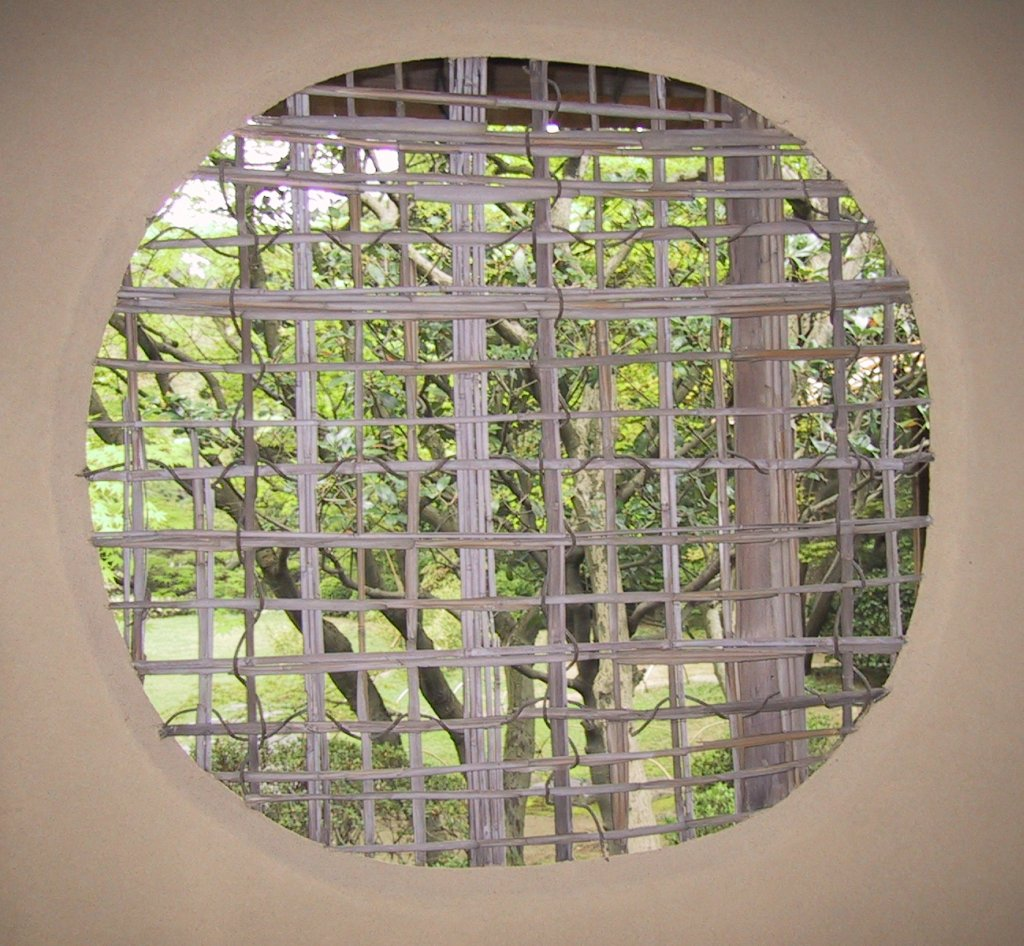
茶室内部から見た土間庇袖壁の窓
（2004年（平成16年）12月）

如庵（じょあん）は、愛知県犬山市の有楽苑にある茶室である。昭和26年（1951年）に国宝指定されている。

## 概要
昭和47年（1972年）に、名古屋鉄道によって現在地に移築された。国宝指定は昭和26年（1951年）。この如庵という名称は、一説によれば庵主織田有楽斎のクリスチャンネーム「Joan」または「Johan」から付けられたという。なお、有楽斎はこれより前に如庵の名を持つ茶室を大坂天満屋敷にも好んで（造って）おり、同じ有楽苑内に「元庵」の名で復元されている。通常非公開で見学不可であるが、特別公開日には内部公開される。

## 歴史
元和4年（1618年）に、織田信長の弟・織田有楽斎によって、京都・建仁寺の塔頭・正伝院が再興された際に建造された茶室である。明治6年（1873年）に正伝院は永源庵跡地に移転したが、その際に、祇園町の有志に払い下げられた。明治41年（1908年）に東京の三井本邸に移築された。この際、解体せず原型のまま車両に積んで東海道を東京まで運搬したのは、京都の数寄屋大工平井家4代竹次郎である。三井の重役で、著名な茶人の益田孝がこれを愛用した。
昭和11年（1936年）に重要文化財（旧国宝）に指定された。その後、昭和13年（1938年）に、三井高棟によって神奈川県中郡大磯の別荘に移築された。移築時には茶室の周りに袴付、寄付、前後軒、待合、腰掛待合、管理所が設置された。
昭和47年（1972年）に、名古屋鉄道によって堀口捨己の指揮の下で現在地に移築されている。昭和26年（1951年）に文化財保護法による国宝に指定されている。

## 構成

杮（こけら）葺き入母屋風の妻を正面に向け千利休の待庵とも違った瀟洒な構え、二畳半台目の向切りの茶室。
正面左側に袖壁を持つ土間庇を設け、右躙り口、正面控えの間（扈従の間）へのアプローチとする。躙り口入って左側奥に四尺の出床、その右手やや奥に勝手からの入り口。茶道口と給仕口を兼ねるこの勝手口からは給仕の動線に沿って斜行する壁を立て足元には三角形の板畳「鱗板（うろこいた）」を敷く。ナグリの床柱はそのチョウナの目痕に武家らしい剛直さを感じさせるが決して粗野ではない。勝手口から入ったところの台目畳が亭主座。横に道庫。床の間は亭主の右手後方に位置することになるが、出床にしたため距離的には離れない。亭主座の風炉先に中柱を立て板壁で仕切っている。中柱と板壁で風炉先にある相伴席の半畳を亭主畳と区切るとともに下部は丸く切り欠いて吹き通しにして相伴者の視線への配慮もぬかりない。鱗板とともに異例の構成であるが不合理性は感じられず、「利休七哲とは別格」といわれる有楽斎の並々ならぬ技量を示す。二畳の小間と違ってゆとりがありかつ緊張感を失わない室内空間は、「二畳半、一畳半は客を苦しめるに似たり」と言い切った如庵・有楽斎の面目躍如と言うべきだろう。篠竹を打ち詰めた「有楽窓」、古暦を腰に貼った「暦張り」も有名。前庇下の室内は勾配そのままに化粧軒裏の掛け込み天井になっていて中央には突き上げ窓が穿たれている。壁面にはつごう5カ所の窓が設けられているが、ひとつは袖壁のある土間庇に向けられているし、南側の二箇所は通常直射日光を嫌って光量は押さえられるし、さらに東壁の二箇所は竹を詰め打ちにした有楽窓であるから、光量としては十分とは言えない。しかし室のほぼ中央に設けられた突き上げ窓からの光がこれを補って余りある。むしろ周囲の窓からの光量を絞り込むことにより天窓からの光の効果をより劇的なものにしている。現代的な視点からこの茶室を眺めてみても、そこに貫かれている合理性はほとんど完璧なものと言っていい。勝手の間は三畳、炉と水屋を備える。無双窓はしっかりとした造作でここにも有楽斎の武人らしい好みが反映されている。
総じて端正で利休の草庵茶室とは一線を画しており「武家の節度」を感じさせる名席中の名席。各地に写しの茶席が残る。別名「暦張りの席」。